# Honoré Chavée
Pour les articles homonymes, voir Chavée.
Honoré Joseph Chavée, né à Namur le 3 juin 1815 et mort à Paris le 16 juillet 1877, est un anthropologue et linguiste belge.

## Biographie

### Enfance
Honoré Chavée nait à Namur le 3 juin 1815 ; âgé de seulement six ans, il apprend le décès de son père. C'est grâce à ce dernier que Chavée s'est donné une passion à la lecture, son père lui ayant appris à lire. Dans l'année suivant le décès de son père, il est victime d'un accident dont les conséquences seront des fractures à la jambe droite répétitives. À la suite de ces fractures, il restera chez lui, principalement dans sa chambre, jusqu'à l'approche de ses onze ans.
Sans avoir eu de contact avec l'école ou des enfants de son âge pendant quelques années, Chavée se donnait lui-même des cours d'histoire romaine, d'histoire naturelle et d'histoire religieuse grâce à trois livres : les Annales de Tacite, les Commentaires sur Dioscoride de Mattioli et une Bible de Royaumont.
Son attirance pour la linguistique est due au livre d'histoire naturelle (Commentaires sur Dioscoride) de Mattioli, avec lequel il se donne une première passion : la botanique (grâce aux nombreuses illustrations présentes dans le livre). Ce lien entre botanique et linguistique s'est créé lorsqu'il s'essaya de classifier d'après les racines les noms des différentes plantes présentes dans le livre. Pendant cinq ans, de 1825 à 1830, il se lança dans une étude personnelle pour comparer les différentes racines des mots présents dans le livre mais également des mots de sa langue maternelle, le français, de la langue régionale, le wallon, et de la deuxième langue présente dans le royaume des Pays-Bas (en Belgique, le royaume était nommé le royaume des Belgiques), le néerlandais. Cette dernière langue, obligatoire dans les écoles primaires, ne l'est plus après la révolution de 1830 qui aura pour conséquence l'indépendance de la Belgique ; il est alors âgé de quinze ans mais se voit de réapprendre le néerlandais pour ses études linguistiques, notamment pour apprendre l'allemand et l'anglais, comme base mnémonique et accroître ses comparaisons dans les racines.

### Les séminaires

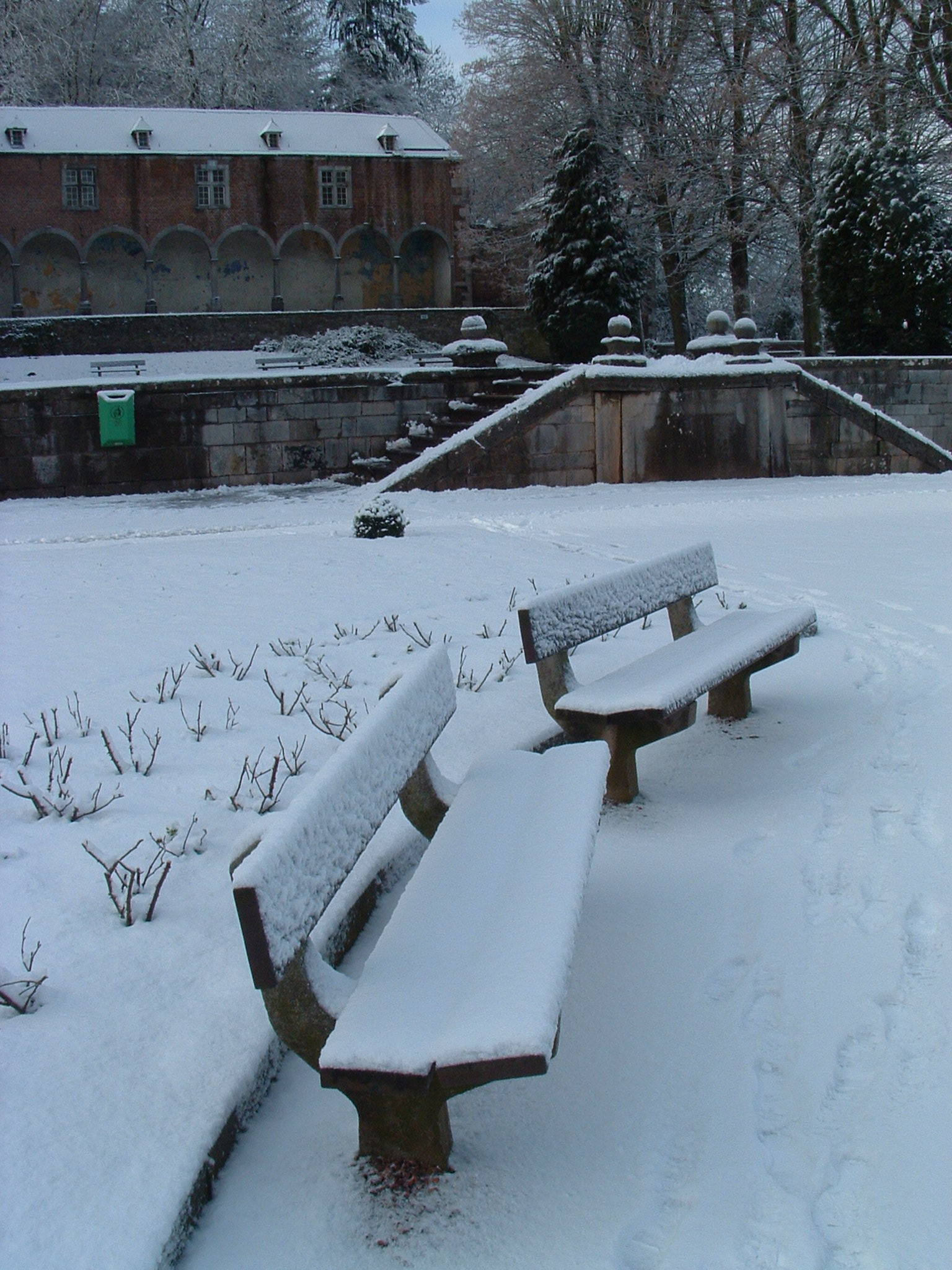
Le petit séminaire de Floreffe où étudia Chavée.

Chavée se rend premièrement au petit séminaire de Floreffe de 1833 à 1834, il est alors âgé de dix-huit ans, et étudie la philosophie. Dans ce séminaire, alors qu'il est toujours élève, on le charge de donner des cours de botanique. Après le séminaire de Floreffe, il se rend au grand séminaire de Namur pendant quatre ans, de 1834 à 1838 ; il est alors âgé de dix-neuf ans. C'est en fréquentant ces deux séminaires qu'il améliore son allemand en passant du temps à discuter avec des élèves provenant de la partie allemande du Grand-Duché de Luxembourg.
Au grand séminaire namurois, il consacrait ses journées de sortie à l'étude de l'anatomie humaine, en se rendant notamment dans la salle de dissection de l'hôpital militaire de Namur. C'est dans cette salle qu'il commence à fréquenter le docteur Pierre Jules Tosquinet. Ce dernier lui prête le Traité d'anatomie de Jules Cloquet et Chavée se servit de ce livre pour ses premières études anatomiques. Dans cet hôpital, il fait également la rencontre d'Henri Lambotte, un savant belge spécialisé en chimie organique, qui l'initia à l'anatomie fine et comparée.
Après les séminaires, il entame des études en théologie en 1835 et fait fausse route sur les idées qu'il s'était données durant toutes ses années passées. Après sa lecture de l'article Langues paru dans le dictionnaire de Nicolas-Sylvestre Bergier et une lecture quotidienne d'un livre de Louis Thomassin, il essaya, tout comme Bergier et Thomassin, de prouver que toutes les langues parlées proviennent de l'hébreu.

### Université de Louvain
En 1838, Chavée entre à l'université de Louvain, qui est à l'époque l'une des meilleures universités du monde, fondée par le pape Grégoire XVI et les archevêques de Belgique quelques années auparavant. Il y entre sous les auspices de l'évêque Dehesselle, soutenu par l'Église et le diocèse de Namur.
Il y étudie les langues sémitiques comparées, qu'il avait commencé au grand séminaire de Namur quelques années plus tôt. Dans son apprentissage de comparaison, il se met à lire Parallèle des langues de l'Europe et de l'Inde de Frédéric Eichhoff où il découvre et étudie le sanscrit.

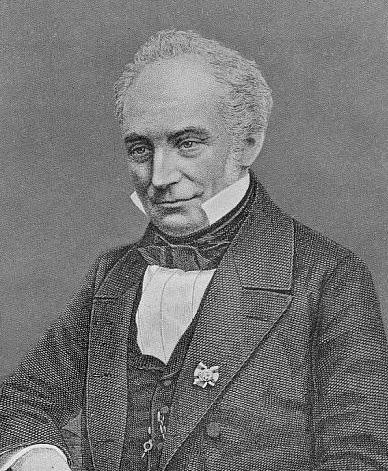
Franz Bopp inspira Chavée dans ses études et ses pensées linguistiques.

C'est cependant sous l'influence de Franz Bopp que Chavée commence à être plus sérieux dans ses études et ses recherches. Alors que ces recherches deviennent de plus en plus importantes, il essaye de trouver la solution des problèmes anthropologiques et théologiques par les langues en demandant en 1840 à l'évêque de Namur de quitter l'université.

### Floriffoux et début de sa renommée

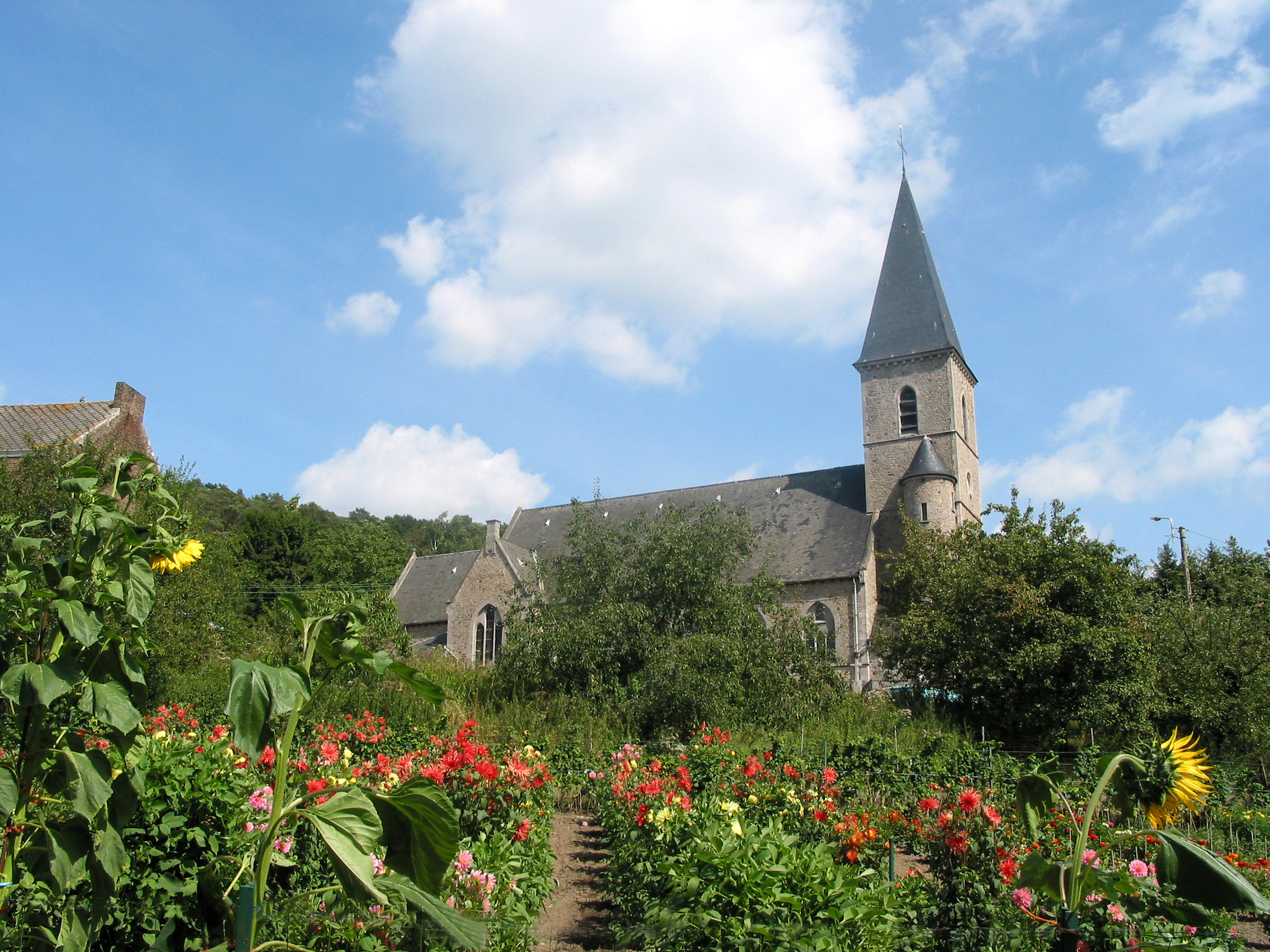
L'église de Floriffoux où Chavée était desservant.

Après l'université de Louvain, il devient desservant dans le village de Floriffoux, dans l'actuelle commune de Floreffe, le long de la Sambre, et consacre son temps à améliorer sa méthodique pour ses recherches. Il publie alors, prématurément d'après son épouse Harriett Harrisson,, Essai d'Étymologie philosophique, un livre qu'il consacre à l'origine et aux « variations des mots qui peignent les actes intellectuels et moraux ». À la suite de cette publication, il reçoit des critiques favorables de la part de la presse belge et décide de démissionner de son rôle de desservant de Floriffoux. Il déménage ensuite à Bruxelles où il donne un cours libre de linguistique indo-européenne au grand amphithéâtre de l'École militaire de Belgique sous la recommandation du général Jean Jacques Édouard Chapelié et du ministre de la guerre belge Pierre Louis Dupont. Son cours rencontre beaucoup de succès et parmi ses élèves étaient présents Jean Auguste Ulric Scheler, Eugène Van Bemmel, Auguste Baron, Henri de Liem et Félix Godefroid.

### Paris
À la suite de son succès, il souhaite publier ses cours et part s'installer à Paris avec sa mère dans un appartement dans la maison d'un de ses oncles. Dès le début de l'année suivante, il entre au Collège Stanislas de Paris pour y suivre des cours. Parmi ses professeurs, il y avait l'indianiste et le spécialiste de l'avestique Eugène Burnouf ; ce dernier reçoit de la part de Chavée, qui venait de passer deux années au collège, ses notes améliorées pour qu'il en donne son approbation. Burnouf les lit et répond favorablement à son élève, Chavée, que ses notes sur les langues indo-européenne est « des plus flatteuses ».
Il envoie ses notes à Bruxelles, au ministre Charles Rogier, qui lui répondit par un arrêté royal en janvier 1848 pour lui accorder une somme de 4 000 francs belges de l'époque pour l'aider dans l'impression de son futur livre : Lexiologie indo-européenne ou essai sur la science des mots sanscrits, grecs, latins, français, lithuaniens, russes, allemands, anglais, etc. Le livre parait aux deux grandes nations voisines de la Belgique, à Paris et à Leipzig, en 1848.
Au Collège Stanislas, il enseigna ses notes à des élèves et continua cet enseignement bien après avoir quitté le Collège, de 1848 à 1876, pendant près de trente ans. Cet enseignement personnel auprès d'élèves, il le doit à lui-même ; en publiant son livre en 1849, il est obligé d'abandonner sa carrière auprès de l'Église car ce qu'il a fait paraître pouvait être perçu comme de l'hérésie : ne plus dire que toutes les langues dérivent du sémitique, ou plus précisément de l'hébreux.

#### Le temps des publications
Avec tout le temps libre qu'obtient Chavée en tant que professeur, il se met à écrire de plus en plus ; c'est ainsi qu'il publie : en 1855, Moïse et les langues ou « démonstration par la linguistique de la pluralité originelle des races humaines », plus connu sous le nom de sa seconde édition en 1862 les Langues et les Races ; en 1857, Français et Wallon qui fut approuvé par le linguiste allemand Lorenz Diefenbach, ce dernier le citant dans son propre ouvrage (Beitraege zur vergleichenden Sprachforschung, en français : Contribution à la recherche linguistique comparative) ; et en 1859, la Part des femmes dans l'enseignement de la langue maternelle, qui est un livre de vulgarisation,.

#### Passage en Italie
Après être resté un temps à Paris, il s'en va à l'École normale de Pise (Université de Pise), en Italie, sous la direction de Pasquale Villari, historien à l'Université de Pise. Il est invité par le ministre de l'instruction publique et physicien à l'Université de Pise Carlo Matteucci, qui avait reçu le nom de Chavée par l'orientaliste et indologue italien Gaspare Gorresio pour donner un cours de linguistique indo-européenne à l'École. La Faculté de philosophie et lettres de l'Université y assista.

#### Retour en France
En France, il retourne enseigner après que ses cours donnés à Pise aient fait bonnes impressions. Il reçoit des critiques positives de la part de grands noms du domaine linguistique comme le linguiste et anthropologue Abel Hovelacque ; le linguiste, archéologue et historien Amédée de Caix de Saint-Aymour ; Girard de Rialle ; l'historien et archéologue Gustave Millescamps ; et le comte Maurice d'Irisson d'Hérisson. Avec Hovelacque, de Caix de Saint-Aymour et de Rialle, Chavée instaure un nouvel organe au sein de son école et fonde par la même occasion, en 1867, la Revue de Linguistique et de Philologie comparée. C'est durant cette époque que Chavée crée une nouvelle méthode en linguistique nommée la « méthode intégrale ».
Il épouse en 1871 Harriett Harrisson et pendant deux ans, en 1871 et 1872, il est chargé par le ministre de la guerre Ernest Courtot de Cissey de donner un cours de langue allemande au sein de l'École polytechnique pour des officiers de l'armée de Versailles. Il meurt le 18 juillet 1877 d'une longue maladie.

## Anthropologie
En tant qu'anthropologue et linguiste, Chavée avait créé une division du genre humain en différentes races en raison des langues parlées. Il donnait un nom généralisé à plusieurs peuples qui parlaient les mêmes familles de langues. Il définit le mot race, comme tel utilisé dans ses ouvrages, comme « une variété primitive de l'espèce humaine » ; il définit l'anthropologie comme la « science des races humaines ».
Il nomme ainsi les Hébreux, les Phéniciens, les Syriens, les Arabes et les Abyssins sous le nom de Sémites et les Hindous, les Iraniens, les Celtes, les Germains, les Slaves, les Pélasges ou les Gréco-Romains sous le nom d'Ariens ou d'Indo-Européens,. Il rejoint plus tard la Société d'anthropologie de Paris de 1862 à 1876.

## Linguistique
Chavée était convaincu de l'unité de l'espèce humaine mais, d'un point de vue scientifique, il divisait ce genre humain en plusieurs races, en donnant l'exemple des peuples parlants différentes familles de langues comme les Sémites et les Ariens. Il définit le mot langue comme un « organisme syllabique primordial dans lequel chaque race a incarné spontanément les produits de son organisation intellectuelle particulière » et la linguistique comme la « science des organismes syllabiques de la pensée, lesquels sont entre eux comme les races qui les ont spontanément créés ».
Il explique dans son ouvrage Les langues et les races (1862) qu'en prenant un mot conservé dans les idiomes frères les plus anciens, pour les langues indo-européennes comme exemple, dans le sanscrit, l'avestique , l'esclavon, le lituanien, le gotique, le tudesque, le grec et le latin, qu'il y aura toujours un seul et même vocable à un seul et même mot à sa forme la plus primitive.
Pour que deux langues puissent être classées soit dans la famille indo-européenne (ou arienne) soit dans la famille sémitique (ou syro-arabe), Chavée donne deux critères :
- « Quand leurs mots simples ou irréductibles à des formes antérieures n'offrent absolument rien de commun, soit dans leurs étoffes sonores, soit dans leur constitution syllabique »[18] ;
- « Quand les lois qui président aux premières combinaisons de ces mots simples, diffèrent absolument dans les deux systèmes comparés »[18].

Pour argumenter ses dires, il donne un exemple plus frappant avec la langue « chinoise » en expliquant que ce système linguistique est basé sur des monosyllabes isolés sans élément de séparation ne contenant la lettre ou le son « R » qu'il décrit comme une consonne vibrante par excellence dans la famille des langues indo-européennes.

### Méthode intégrale
Chavée est l'ambassadeur de la « méthode intégrale » qu'il met en place dans la Revue de Linguistique et de Philologie comparée. Dans sa méthode, il explique que la linguistique est la plus haute branche de l'anthropologie ; que la linguistique complète l'anthropologie, en se référant à des citations comme celle de Claude Bernard qui se questionne sur les études des êtres vivants si ce n'est pour comprendre l'être humain, et en se posant une question à lui-même pour répondre à la question de Bernard, :

« A quoi serviraient les études sur les divers systèmes organiques de la parole, si ce n'était pour arriver à nous faire mieux connaître l'esprit humain, et dans ce qu'il a de commun à toutes les variétés primitives de notre espèce, et dans ce qu'il offre de particulier à chacune d'elles ? »

— Honoré Chavée, Idéologie lexiologique des langues indo-européennes

### Idéologie
Dans son ouvrage Idéologie lexiologique des langues indo-européennes, Chavée nomme « idéologie lexiologique » ou « idéologie positive » le fait que les mots suivent des lois, dites naturelles et portant le nom de phonologie lexiologique donnant les sons et les bruits à la parole à travers les temps et les lieux, qui règlent le devenir des idées. Il explique d'ailleurs qu'il ne faut pas confondre lexiologie et lexicologie ; l'un étant la science du langage et l'autre des mots, bien qu'au milieu du XXe siècle, les deux se confondent sous le nom de lexicologie.
Son idéologie, notamment sur l'embryogénie de la pensée, est appuyée sur un passage de Max Müller dans On the Stratification of Language,:

« Nothing is dead in any language that was not originally alive ; nothing exists in a tertiary stratum that does not find its antecedents and its explanation in the secondary or primary stratum of human speech. »

— Max Müller, On the Stratification of Language
Ce passage se traduit en français par « rien n'est mort dans une langue qui n'était pas originellement vivante ; rien n'existe dans une strate tertiaire qui ne trouve pas ses antécédents et son explication dans la strate secondaire ou primaire de la parole humaine » ; en 1848, avant d'avoir accès à ce passage écrit en 1868, Chavée écrivait:

« Pour la science lexiologique, l'étude comparative et approfondie des vocabulaires n'est qu'un moyen d'arriver par l'analyse à la connaissance et à la classification des vocables simples ou primitifs dans chaque système de langues. Ces mots élémentaires une fois trouvés, elle les compare entre eux, sous le double rapport du sens et du son, pour découvrir leurs analogies et les grouper en familles naturelles, etc. »

— Chavée, Lexiologie indo-européenne